# 202819 Carlosanchez
202819 Carlosanchez este un asteroid din centura principală de asteroizi.

## Descriere
202819 Carlosanchez este un asteroid din centura principală de asteroizi. A fost descoperit pe 26 septembrie 2008 la La Cañada de Juan Lacruz. Asteroidul prezintă o orbită caracterizată de o semiaxă mare de 2,69 ua, o excentricitate de 0,04 și o înclinație de 6,1° în raport cu ecliptica.